# Donatowo (Grande-Pologne)
Pour les articles homonymes, voir Donatowo.
Donatowo (prononciation : [dɔnaˈtɔvɔ]) est un village polonais de la gmina de Czempiń dans le powiat de Kościan de la voïvodie de Grande-Pologne dans le centre-ouest de la Pologne.
Il se situe à environ 11 kilomètres au sud-est de Czempiń (siège de la gmina), à 15 kilomètres à l'est de Kościan (siège du powiat) et à 36 kilomètres au sud de Poznań (capitale régionale).

## Histoire
De 1975 à 1998, le village faisait partie du territoire de la voïvodie de Poznań.

Depuis 1999, Donatowo est situé dans la voïvodie de Grande-Pologne.